# 1989 WU2
1989 WU2 är en asteroid i huvudbältet som upptäcktes den 21 november 1989 av de båda japanska astronomerna Seiji Ueda och Hiroshi Kaneda i Kushiro.
Asteroiden har en diameter på ungefär 12 kilometer och den tillhör asteroidgruppen Themis.